# George Clayton Johnson
George Clayton Johnson (ur. 10 lipca 1929 w Cheyenne, zm. 25 grudnia 2015 w Los Angeles) – amerykański pisarz science fiction najbardziej znany ze współautorstwa (z Williamem F. Nolanem) powieści Ucieczka Logana, na podstawie której powstał film pod tym samym tytułem (1976). Był on także twórcą scenariuszy telewizyjnych do Strefy mroku oraz pierwszego odcinka serialu Star Trek („The Man Trap”). Napisał on także historię, na której oparto fabułę filmów Ocean’s Eleven (1960, 2001).

## Życiorys

### Młodość
Johnson urodził się w stodole w Cheyenne w stanie Wyoming. Jego rodzice Charles Edward Johnson i Laura Mae Duke rozeszli się kiedy był młody, a George zamieszkał w sierocińcu, mieszkał także u krewnych i znajomych. Zmuszony był do powtórzenia szóstej klasy i zaprzestał całkowicie edukację szkolną w ósmej klasie. Przez krótki czas służył w United States Army jako telegrafista i kreślarz, by później, w ramach G.I. Bill, zapisać się na Alabama Polytechnic Institute. Wtedy przeniósł się do Los Angeles, by zatrudnić się jako kreślarz w przedsiębiorstwie lotniczym Lockheed. Johnson dorabiał w tamtym czasie jako pisarz.

### Kariera
Dla mnie opowieść fantastyczna musi być o czymś, inaczej jest to głupota… ostatecznie musi być o istotach ludzkich, musi być o ludzkiej kondycji, musi być kolejnym spojrzeniem na nieskończoność, musi być kolejnym sposobem dostrzeżenia paradoksu życia.

W 1959 roku Johnson napisał historię „I’ll Take Care of You” na potrzeby serialu Alfred Hitchcock przedstawia. Od 1959 roku jego prace zaczęły się regularnie pojawiać w czasopismach takich jak „Playboy”, „The Twilight Zone Magazine”, „Gamma” (pismo sci-fi). Zaczął on wtedy tworzyć historie i scenariusze dla telewizji. W 1960 roku Johnson napisał, wspólnie z Jackiem Goldenem Russellem, wstępny scenariusz (treatment) dla filmu z udziałem grupy Rat Pack Ocean’s Eleven, choć większość szczegółów dla samego filmu zostało zmienionych. Później dołączył on do stowarzyszenia Southern California School of Writers, do którego należeli m.in. William F. Nolan, Charles Beaumont, Richard Matheson i Ray Bradbury.
Dzięki nim spotkał on Roda Serlinga, któremu sprzedał swoją historię „All of Us Are Dying”, co stało się kanwą dla jednego z odcinków serialu Strefa mroku („The Four of Us Are Dying”), gdzie scenariusz przygotował Serling. W końcu – po sprzedaniu pozostałych historii i opracowaniu przez innych pisarzy na ich podstawie scenariuszów na potrzeby przedstawienia – Johnson poprosił Serlinga by pozwolił mu spróbować stworzyć fabułę do jednego odcinka serialu, który zatytułowano „A Penny for Your Thoughts”. Następnie, po ukończeniu większej liczby scenariuszy do Strefy mroku, pracował on jako twórca fabuł na potrzeby innych seriali telewizyjnych, m.in. Honey West, Poszukiwany: żywy lub martwy, Route 66 i Kung Fu. Johnson napisał także pierwszy odcinek serialu Star Trek jaki wyemitowano („The Man Trap”). Gdy w latach 60. kariera Johnsona się rozwinęła współtworzył on luźne, efemeryczne stowarzyszenie znajomych autorów (m.in. Ray Bradbury, Charles Beaumont, William F. Nolan, Rod Serling, Richard Matheson, Robert Bloch, Jerry Sohl, Theodore Sturgeon), które nazywało się „The Southern California School of Writers” lub „The Green Hand” (od Black Hand). Założeniem tej formacji było wywarcie nacisku na ludziach Hollywoodu by prace pisarzy zdobyły uznanie dla produkcji telewizyjnych. Niestety inicjatywa zakończyła swoją działalność po kilku miesiącach. W późniejszych latach życia napisał on komiksy i był częstym gościem na zjazdach wielbicieli komiksów oraz fantastyki naukowej. Johnson był współtwórcą serii komiksów Deepest Dimension Terror Anthology wspólnie z rysownikiem Jayem Allenem Sanfordem.

### Inne informacje
W 1952 roku w Los Angeles Johnson poślubił Lolę Brownstein, która urodziła dwójkę dzieci – Paula i Judy. Był zwolennikiem legalizacji marihuany. Pisarz przyczynił się do rozwoju San Diego Comic-Con – konwentu miłośników komiksu, filmu i fantastyki. Przez wiele lat był wegetarianinem.

### Śmierć
Johnson zmarł w 2015 roku w dzień Bożego Narodzenia w szpitalu Veterans Administration Medical Center w Los Angeles (w dzielnicy North Hills). Powodem śmierci był rak pęcherza i prostaty. Jego małżeństwo z Lolą trwało 63 lata.

## Wybrana bibliografia

### Powieści
- 1960: Ocean’s Eleven (oparte na treatmencie[a] do filmu napisanym przez Johnsona i Jacka Goldena Russella)[4]
- 1967: Ucieczka Logana (z Williamem F. Nolanem)[4]

### Scenariusze dla produkcji telewizyjnych i kinowych
- 1962: Icarus Montgolfier Wright (z Ray Bradbury)[21]
- 1976: Ucieczka Logana[4]

#### Alfred Hitchcock przedstawia
- 1959: „I’ll Take Care of You”[19]

#### The Twilight Zone
- 1960: „The Four of Us Are Dying” (historia)[4]
- 1960: „Execution” (historia)[19]
- 1961: „A Penny for Your Thoughts” (scenariusz)[22]
- 1961: „A Game of Pool” (scenariusz)[4]
- 1962: „Nothing in the Dark” (scenariusz)[4]
- 1962: „Kick the Can” (scenariusz; przedstawione także w filmie z 1983 Strefa mroku)[4]
- 1963: „Ninety Years Without Slumbering” (historia; jako Johnson Smith)[4]
- w 1960 roku Johnson wysłał historię „Sea Change” przeznaczoną dla Strefy mroku, której nie wykorzystano wtedy, ale później zaadaptowano ją dla serii komiksów Johnsona Deepest Dimension Terror Anthology (1994)[23].

#### Route 66
- 1961: „Eleven, the Hard Way” (historia)[22]

#### Honey West
- 1965: „The Flame and the Pussycat” (scenariusz)[19]

#### Star Trek
- 1966: „The Man Trap” (scenariusz; 1. wyemitowany odcinek serialu)[22]

#### Kung Fu
- 1974: „The Demon God” (scenariusz)[22]

### Występy w filmie i telewizji
- 1961: Sea Hunt („Sub Hatch”, sezon 4, odc. 19) jako USCG Lt. Hartwell[24]
- 1962: The Intruder jako złoczyńca Phil West[25]
- 2003: Archive of American Television jako on sam[9]
- 2012: The AckerMonster Chronicles! jako on sam[24]

### Kolekcje fiction
- 1980: Writing for The Twilight Zone (Outre House)[26]
- 1996: George Clayton Johnson Twilight Zone Scripts & Stories (Streamline Pictures)[27]
- 1999: All of Us Are Dying and Other Stories (Subterranean Press)[28]

## Nagrody i nominacje
| Rok  | Nagroda | Kategoria                                          | Praca                                                  | Wynik     | Źr.    |
| ---- | ------- | -------------------------------------------------- | ------------------------------------------------------ | --------- | ------ |
| 1976 | Inkpot  | Lifetime acheivement                               | scenarzysta autor komiksu                              | wygrana   | [ 29 ] |
| 1976 | Nebula  | Nebula Award for Best Script                       | Logan’s Run                                            | nominacja | [ 30 ] |
| 1977 | Hugo    | Hugo Award for Best Dramatic Presentation          | Logan’s Run                                            | nominacja | [ 31 ] |
| 1980 | Balrog  | Best works and achievements of speculative fiction | A Penny for Your Thoughts (Strefa mroku) (s.2, odc.16) | nominacja | [ 26 ] |
| 1980 | Balrog  | Best works and achievements of speculative fiction | Nothing in the Dark (Strefa mroku) (s.3, odc.16)       | nominacja | [ 26 ] |
| 1981 | Balrog  | Best works and achievements of speculative fiction | Sea Change (Strefa mroku)                              | nominacja | [ 26 ] |
| 1982 | Balrog  | Best works and achievements of speculative fiction | All of Us Are Dying (Strefa mroku, maj 1982)           | wygrana   | [ 26 ] |

1. ↑  Niewykorzystany przez Johnsona scenariusz, który nie był przeznaczony dla oryginalnego serialu.
2. ↑  Historia została przemianowana przez Serlinga na scenariusz dla odcinka „The Four of Us Are Dying”.